# Bothrops insularis
Bothrops insularis, també coneguda com a cap de llança daurada, és una espècie d'escurçó altament verinos, es classifica en la subespècie dels crotalins. És endèmica de l'Ilha da Queimada Grande, una illa situada a la costa de l'estat de Sao Paulo, Brasil.
Actualment no hi ha cap subespècie de Bothrops insularis reconeguda.Aquest escurço és un dels mes verinosos que es poden trobar a Llatinoamèrica

## Morfologia física

### Mida i aspecte
B.insularis té una longitud mitjana d'uns 70 cm, en alguns casos s'han trobat escurçons que poden arribar als 118 cm. Presenta un color marró groguenc pàl·lid, amb un patró de taques que poden ser triangulars o quadrades. En captiveri el seu color groguenc pot esdevenir mes fosc, aquest pot ser conseqüència d'un termoregulació ineficient.
El nom de " cap de llança" fa menció a la forma distintiva del cap de les serps del gènere Bothrops, el qual és lleugerament allargada. B.Insularis també té una cua més llarga que el seu parent més proper, B. jararaca, el qual probablement es deu a una adaptació per ajudar la maniobra de l'escurço a través dels arbres.

### Verí
Com que B. insularis només es troba en una petita illa restringida on no hi ha presencia d'essers humans, mai ha hagut casos registrats de mossegades. No obstant els escurçons del genere Bothrops són els responsables de la major part de les defuncions causades per serps tant a Amèrica del Nord com el Sud. L'índex de mortalitat per enverinament de l'espècie Bothrops és de 0.5–3% si el pacient rep tractament i 7% si el pacient no rep tractament. Els efectes del enverinament inclouen inflamació, dolor local, nàusea, vomits, ampolles sagnants, sang en els vòmits i en l'orina, hemorràgies intestinals, fallida del ronyó, hemorràgies cerebrals i necrosi severa del teixit muscular.
Els anàlisi químics del verí de B.insularis suggereix que és cinc vegades més potents que el de B. jararaca I és el que te un efecte mes ràpid dins el gènere Bothrops. El verí conté hemotoxines.

## Gamma geogràfica
L'espècie és endèmica a Queimada Grande Illa, Brasil. Situat a l'estat de Sao Paulo. Aquesta illa té una àrea total de 43 hectàrees o 430,000 metres quadrats.

## Taxonomia i evolució
Dins del gènere Bothrops, l'espècie mes propera és B. jararaca. És creu que l'avantpassat comú d'ambdós espècies va emigrar a l'illa de la Queimada Grande quan el nivell de mar era baix i es trobava connectada amb el continent o com a mínim hi hi havia menys distància entre les dues masses de terra. Incloent B. insularis I B. jararaca, hi ha 37 espècies en el genere Bothrops, els quals són totes natiu a Amèrica del Sud.

## Ecologia

### Depredadors
Dins els 2004 comptes de Campbell i Lamar del venomous rèptils de Llatinoamèrica, hi havia cap esmentar de qualssevol depredadors que podrien potencialment presa en un adult B. insularis. Tanmateix, la llista de l'espècie animal proporcionada per Duarte et al. Inclou diverses espècie d'ocells, aranyes, milpeus, i diversos llangardaixos que habiten l'illa, el qual potencialment podria ser depredadors de serps joves. Naturalment, Duarte et al. També estrès que hi ha una manca d'observació d'aquesta espècie, a causa de la inaccessibilitat de l'illa Queimada Grande, i que només perquè una relació entre B. insularis I altra espècie no ha estat observada no significa que tal relació no existeix.

### Presa
La dieta consisteix majoritàriament d'ocells de l'ordre dels passeriformes. Tanmateix, s'han registrat casos d'exemplars que devoren llangardaixos i fins i tot que practiquen canibalisme. En estat juvenil, la dieta se centre en espècies d'invertebrats.

### Competència
En el seu habitat l'única competència a l'hora de devorar ocells son el propis exemplars de Bothrops insularis adults. Hi ha altra fauna, com granotes, llangardaixos, i ocells, en l'illa que mengen també insectes i altres invertebrats, causant així competència amb els exemplars juvenils dels escurçons.

### Paràsits
S'han registrat casos d'escurçons amb presciència de trematodes (concretament Ochetosoma heterocoelium) en la seva cavitat bucal.
També s'han trobat paparres (concretament Ambylomma rotundatum) en les escames.

## Estat de conservació
Aquesta espècie és classificada com En perill crític de conservació,critically endangered (CR). Segons la unió internacional per la conservació de la natura UICN es troba en la llista vermella pels següents criteris: CR B1ab(iii)+2ab(iii) (v3.1 (2001).

## Mes informació
- Amaral APG fa. 1921 [1922]. Contribuição para conhecimento dos ofídios Brasil – Un. Parte II. Biologia da nova espécie, Lachesis insularis. Annexos das Memórias Instituto Butantan 1: 39-44.